# Tetilla bonaventura
Tetilla bonaventura är en svampdjursart som beskrevs av James Barrie Kirkpatrick 1902. Tetilla bonaventura ingår i släktet Tetilla och familjen Tetillidae.
Artens utbredningsområde är havet utanför Sydafrika. Inga underarter finns listade i Catalogue of Life.